# 啓成会
一般財団法人啓成会（けいせいかい）は関東大震災での罹災者に対し洋裁関連の職業講習と義肢の研究製作を目的に設立した一般財団法人。現在では主に義肢装具の製作から修理販売、さらには研究開発ならびに首都圏の病院・医療機関や福祉施設・発達センターといった障害者関連施設などに開発製品や福祉関連用具の販売を行う事業団体。

## 団体概要
所在地 東京都豊島区北大塚1丁目13-8

## 沿革
- 1924年 資金交付を受けた財団法人同潤会が「同潤啓成社」を設置
- 1928年 内務大臣許可の財団法人「啓成社」設立
- 1948年 労働大臣認可。財団法人啓成会と改称
- 1953年 啓成会義肢研究製作所開設。同年、東京都知事より、社会福祉事業法（現・社会福祉法）第64条の規定による社会福祉事業所になる
- 2012年10月1日 一般財団法人に改組。

## 高等職業技術専門校

### 概要
啓成会では即戦力となりうる義肢装具製作事業所やその他の福祉機器製作事業所の製作技術者や義肢装具製作の技術者、技能習得者の育成と職業訓練を行う認定職業訓練による職業能力開発校として「啓成会高等職業技術専門校」を開講している。開講科は義肢装具科。
啓成会では義肢装具製作部門の義肢部があるため、実際の義肢や装具使用者が装着する製品を目にし実践的な技能習得が可能である。訓練修了時、労働安全衛生法による特別教育修了証を得るほか、実務経験なしで技能検定試験2級の義肢・装具製作技能士の検定試験の受験資格を取得する。
なお受講の要件は義肢及び装具に対する関心がありその製作技能習得に強い意欲を持っているということだけとしていて、関連の事業所に勤務しているか否かの区分はない。

### 沿革
- 1953年 東京都からの委託の職業補導を行う啓成会総合職業補導所を設置。同年、失業保険法に基づく福祉施設に
- 1956年 職業補導が労働省からの委託に変更
- 1958年 労働福祉事業団委託に変更
- 1958年 名称を啓成会職業訓練所と改称
- 1961年 雇用促進事業団の職業訓練委託に変更
- 1990年 啓成会高等職業技術専門校と改称
- 1999年 雇用・能力開発機構委託の職業訓練委託事業を開始（2009年3月まで）
- 2010年 啓成会高等職業技術専門校義肢装具科に改組
- 2011年 東京都より離転職者等再就職訓練業務委託実施